# 卡尼亚达德卡拉特拉瓦
卡尼亚达德卡拉特拉瓦，是西班牙卡斯蒂利亚-拉曼恰雷阿尔城省的一个市镇。 总面积30平方公里，总人口76人（2001年），人口密度3人/平方公里。